# Todirești (Ungheni)
Todireşti è un comune della Moldavia situato nel distretto di Ungheni di 4.263 abitanti al censimento del 2004.

## Località
Il comune è formato dall'insieme della seguenti località (popolazione 2004):
- Todireşti (3.400 abitanti)
- Grăseni (863 abitanti)